# Tiverton Castle

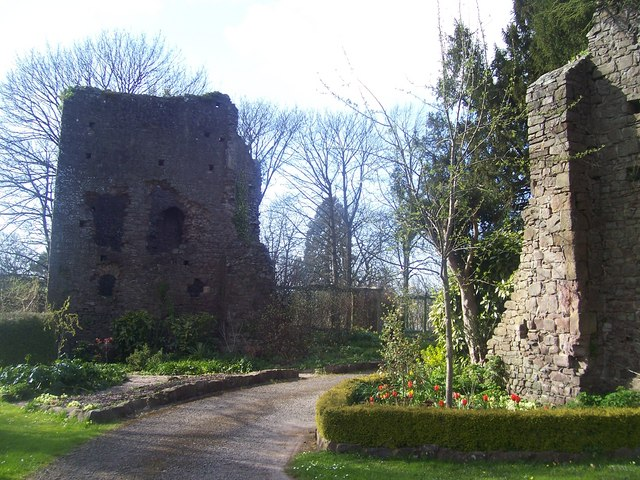
Tiverton Castle von Südosten: Ruine des Solar-Turms (links)

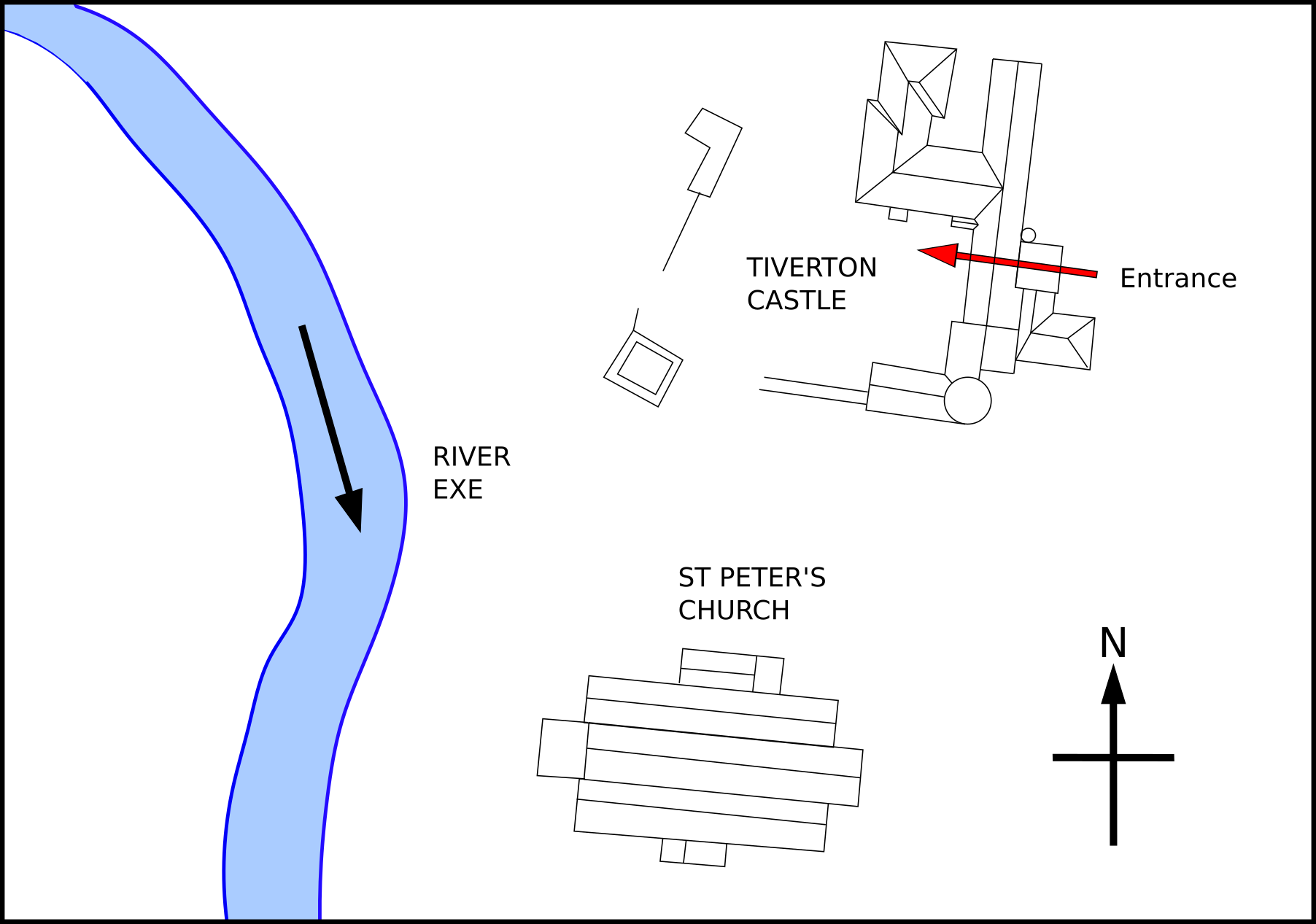
Lageplan und Grundriss von Tiverton Castle

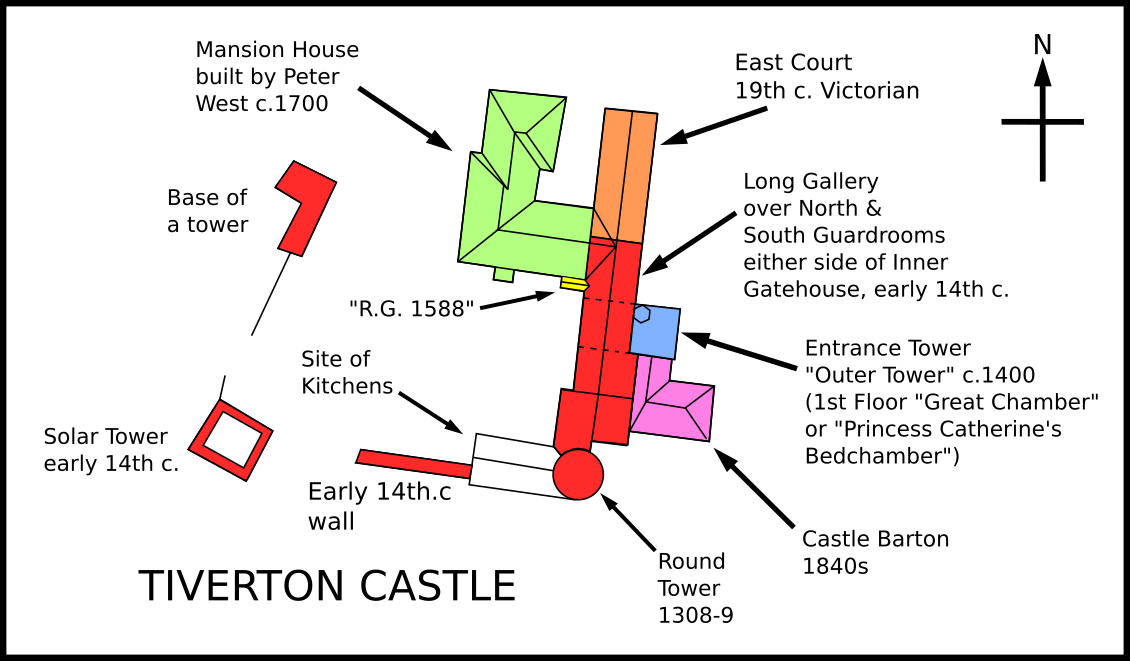
Detaillierter Grundriss von Tiverton Castle

Tiverton Castle ist eine Burgruine und späteres Landhaus an den Ufern des River Exe in Tiverton in der englischen Grafschaft Devon. Die Burg entstand im Mittelalter und wurde nach dem englischen Bürgerkrieg abgerissen. Das Landhaus wurde im 17. Jahrhundert gebaut.

## Beschreibung
Einst war Tiverton Castle sehr viel größer als heute. Erhalten sind eine Reihe von Resten der Umfassungsmauer, der Türme und der Gebäude aus verschiedenen Zeitabschnitten. Die normannische Motte wurde ursprünglich 1106 erbaut und dann im 12. und im 13. Jahrhundert erweitert und verändert.

## Geschichte

### Englischer Bürgerkrieg

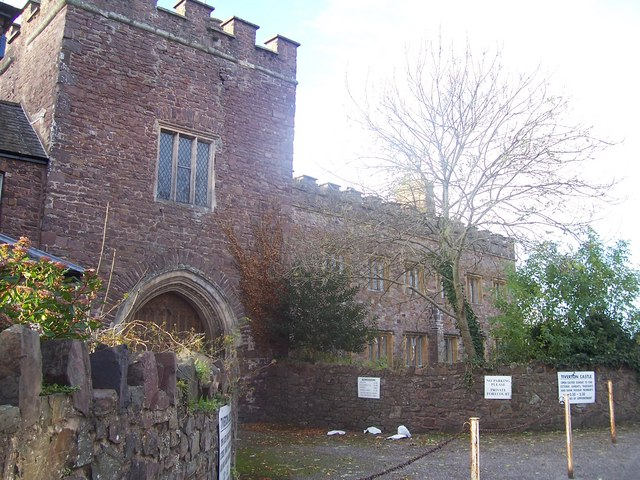
Ansicht des Torhauses von außen

Im englischen Bürgerkrieg war die Burg eine royalistische Festung. Fairfaxs parlamentaristische Truppen belagerten eine royalistische Truppe in der Burg, schlugen ihr Hauptquartier in der Blundell's School auf und stationierten ihre Artillerie auf den Skrink Hills (oder Shrink Hills) knapp oberhalb und unterhalb von Cranmore Castle, etwa 800 Meter von Tiverton Castle entfernt. Die Feldschlange, das größte Geschütz der New Model Army, konnte bis auf 2000 Yards (ca. 1800 Meter) feuern. Noch während die Kanoniere sich auf die Burg einschossen, traf ein glücklicher Schuss eine der Ketten der Zugbrücke und so konnte eine kleine Gruppe von Roundheads sofort Einlass finden. So war die Belagerung eigentlich beendet, bevor sie richtig begonnen hatte. Die ganzen Verteidigungsanlagen wurden dann von den parlamentaristischen Truppen zerstört, um ihren erneuten Einsatz im Krieg zu verhindern.
Die wichtigste Quelle sind die Erzählungen von John Rushworth (ca. 1612–1690), die auf „Tiverton, 19. Oktober 1645, neun Uhr Abends“ datiert sind und deren Titel lautet: „Die Einnahme von Tiverton, mit Burg, Kirche und Fort, durch Sir Thomas Fairfax am letzten Lordtag, 19. Oktober 1645. Wobei Colonel Sir Gilbert Talbot, der Gouverneur, gefasst wurde. Major Sadler, Major von Colonel Talbot. 20 nennenswerte Offiziere. 200 gemeine Soldaten. Vier Mitglieder der Ordonnanz. 500 Waffen mit Munitionslager, Vorräte und Schatz. Auch mehrere Niederlagen Goring von seiner Exzellenz zugefügt und alle Goring-Kräfte vor ihm geflohen. Veröffentlicht nach Befehl.“ Die relevante Passage lautet, wie folgt:

„Generalmajor Massey nahm bald die Stadt Tiverton ein und der Feind marschierte ab, nur die in der Burg und in der Kirche blieben in ihren Stellungen. (...) Am Freitag, dem 17. des Monats, setzte sich unser General Sir Thomas Fairfax von Tiverton Castle und der Kirche hin, um sie einzunehmen, und forderte den Feind auf, sie auszuliefern, was dieser ablehnte, und so pflanzten wir unsere Batterien gegen ihn auf, was an diesem und dem folgenden Tag geschah. Am Samstag, dem 18. Oktober des Jahres, waren Nachmittags unsere Batterien fertig installiert, und am Tage des Herrn, 19. Oktober des Jahres, veranlasste der General die sehr frühe Installation etlicher großer Geschütze in den Batterien gegen die Burg, sodass sie bei Tagesanbruch einsatzfertig waren, und alle unsere Kanonen begannen um etwa sieben Uhr früh gegen die Burg zu schießen und der Feind antwortete uns von da an mit seinen Geschützen, traf uns aber nicht. Und nach vielen Schützen, die wir gegen ihn abgefeuert hatten, erreichte ein Kanonier durch einen Schuss folgendes Kunststück: Er zerstörte mit einem Geschoss die Kette der Zugbrücke, die über [den Burggraben] zum Eingang der Burg führte und die herunterfiel, weil die Kette gebrochen war; und unsere Soldaten fielen ohne weiteren Befehl des Generals ein, ohne eine solche Gelegenheit verstreichen zu lassen, und sie wollten eher kämpfen, als danach zu schauen, dass Gott ihnen eine solche Gelegenheit gebe, was einen guten Effekt hatte und sie nahmen bald alles in Besitz; sie drangen sofort in die Burg und die Kirche ein, wo der vier Mann geschlachtet wurden: Ja so war die milde und sanfte Durchführung des Generals und sein Wunsch, Blutvergießen zu verhindern, soweit möglich, und nichtsdestoweniger nahmen sie [die Burg] im Sturm ein, und er gab den Befehl, dass allen, die noch am Leben waren, Quartier gegeben werde: Wir nahmen in der Burg ein: Sir Talbot, der Gouverneur der Burg war, 20 andere Offiziere, 200 Soldaten, vier Ordonnanzen, ein großes Lager an Waffen und Munition und ein Unmenge von Schätzen, die unter den Soldaten aufgeteilt wurden. Die Burg war sehr stark und die Verteidigungsanlagen alle in gutem Zustand (...) Eine Liste dessen, was in Tiverton eingenommen wurde:
- Colonel Sir Gilbert Talbot, der Gouverneur.
- Major Sadler, Major des Gouverneurs.
- 20 nennenswerte Offiziere.
- 200 gemeine Soldaten.
- vier Ordonnanzen.
- 500 Waffen, mit Munition, Vorräten und Schätzen.“

## Eigner

### Redvers
1106 verlehnte König Heinrich I. die große und wichtige Grundherrschaft Tiverton an Richard de Redvers, der die Burg erbauen ließ. Sein Sohn, Baldwin de Redvers, wurde von Kaiserin Matilda während des Bürgerkrieges der Anarchie zum 1. Earl of Devon erhoben, vermutlich Anfang 1141. Mary de Redvers (auch de Vernon, vermutlich nach ihrem Geburtsort Vernon), eine Tochter von William de Redvers, 5. Earl of Devon, heiratete in zweiter Ehe Robert de Courtenay, dessen Mutter Hawise de Courci († 1219) die Erbin der Grundherrschaft Okehampton war. Der 7. Earl of Redvers starb 1262 ohne Nachkommen, wodurch seine Schwester Isabel (de Forz, latinisiert zu de Fortibus), die Witwe von William de Forz, 4. Count of Aumale, selbst Gräfin von Devon wurde.

### Courtenay

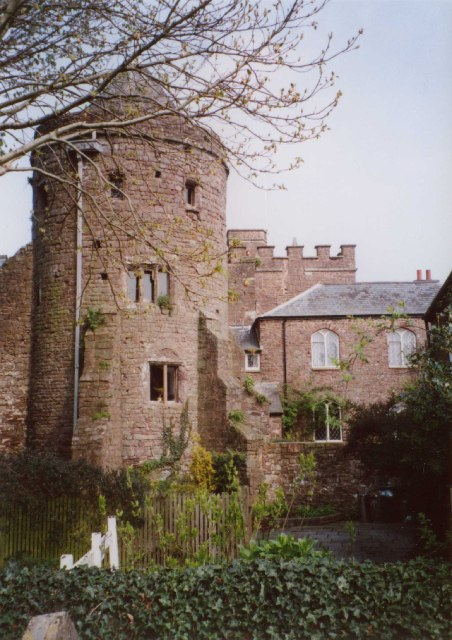
Südostturm, Ansicht von außen

Isabel de Forz starb 1293 ohne überlebende Nachkommen und ihr Erbe war ihr Vetter zweiten Grades, Hugh de Courtenay (1275/1276–1340), Grundherr von Okehampton und der Urenkel von Robert de Courtenay. Er wurde 1299 als Lord Courtenay ins Parlament berufen, und dadurch zum erblichen Baron erhoben. 1335 wurde er zum Earl of Devon erhoben. Tiverton Castle war das gesamte Mittelalter über der Hauptsitz Courtenays, Earls of Devon, auch für William de Courtenay, 1. Earl of Devon, dessen lebenslange Gattin Katherine of York, Tochter von König Eduard IV., Schwester von König Eduard V., Nichte von König Richard III., Schwägerin von König Heinrich VII. und Tante von König Heinrich VIII. Aber all diese verwandtschaftlichen Verbindungen schützten Katherines Sohn Henry Courtenay, 1. Marquess of Exeter und 2. Earl of Devon, nicht davor, in eine Verschwörung verwickelt gewesen zu sein und 1539 auf Geheiß König Heinrichs VIII. hingerichtet zu werden. Den Courtenays gehörte außerdem seit dem 13. Jahrhundert Okehampton Castle, ihr ursprünglicher Sitz in England, und später ließen sie Colcombe Castle bauen, beide in Devon.

### Russell, Seymour, Gates
Nach der Enteignung und der Hinrichtung von Henry Courtenay 1539 verlehnte König Heinrich VIII. Tiverton Castle an John Russell, 1. Earl of Bedford, dem der zeitgenössische Geschichtswissenschaftler John Leland bescheinigte, die Burg 1540 zusammen mit seinen ausgedehnten anderen Besitzungen gehalten zu haben. Nach dem Tode König Heinrichs VIII. verlehnte der jugendliche Eduard VI. Burg und Grundherrschaft Tiverton an seinen Onkel und Lordprotektor des Königreiches, Edward Seymour, 1. Duke of Somerset, was offensichtlich das Resultat eines Landtausches zwischen den Familien Russell und Seymour war. Der Herzog wurde 1552 auf Geheiß seines Neffen und Königs hingerichtet; dieser verlehnte Grundherrschaft und Burg erneut, diesmal an Sir Henry Gates (1515–1589), Mitglied des Parlaments, Usher of the Privy Chamber und Bruder von Sir John Gates, der bei der Krönung Eduards VI. als Kapitän der Garde zum Ritter geschlagen wurde. Sir John Gates war ein Verbündeter von John Dudley, 1. Duke of Northumberland, und Unterstützer des Anspruchs seiner Schwiegertochter, Lady Jane Grey auf den englischen Thron, und so geriet sein Bruder, Sir Henry Gates, auch unter Verdacht. Beim Amtsantritt von Königin Maria I. 1553 wurde Sir Henry Gates wegen Hochverrats angeklagt und enteignet, entkam aber der Hinrichtung. Später im selben Jahr wurde er begnadigt, aber seine Ländereien wurden ihm nicht zurückgegeben.

### Zurückgegeben an die Courtenays
Königin Maria gab Tiverton an Edward Courtenay, 1. Earl of Devon, den einzigen Sohn des hingerichteten Henry Courtenay, zurück und ernannte ihn zum Earl of Devon (neue Ernennung). Nachdem Edward Courtenay 1556 ohne Nachkommen verstorben war, fielen Grundherrschaft und Burg Tiverton an seine entfernten Vetter, die von den vier Schwestern seines Urgroßvaters Edward Courtenay († 1509) abstammten. Diese Schwestern hatten in Familien des West Country, Arundell aus Talvern, Trethurfe, Mohun und Trelawney eingeheiratet, und so wurden die Ländereien der Courtenays in vier Teile geteilt. Einige der Erben veräußerten ihre Anteile.

### Giffard

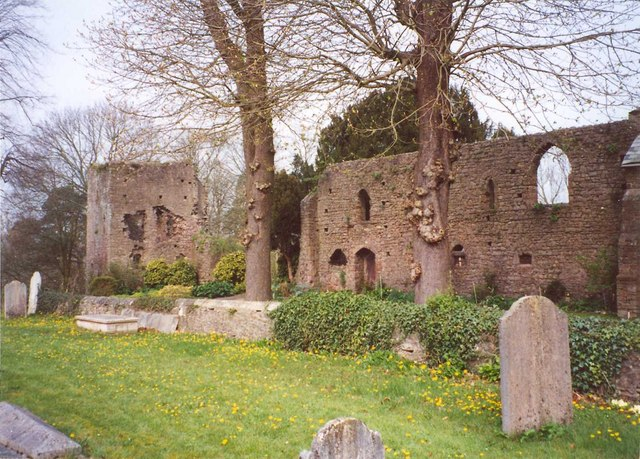
Mittelalterliche Mauern von Tiverton Castle von Süden, gesehen vom Friedhof der Pfarrkirche von Tiverton, in dem früher die Chantry der Courtenays lag, die die Grabmale der Familie enthielt und im 16. Jahrhundert zerstört wurde. Die Wappen der Courtenays sind bis heute über dem südlichen Umgang und hoch droben auf beiden Seiten des Chorbogens erhalten.

Einer der ersten Käufer eines Anteils war Roger Giffard (1533–1603), der Tiverton Castle zu seinem Familiensitz machte und der in den Worten des Biographen John Prince „eine würdige und ehrgebietende Person [war], auch wenn man einräumen muss, dass die Geschichte der Handlungen, die ihn dazu machte, größtenteils verloren ist.“
Roger Gifford war der fünfte Sohn von Sir Roger Gifford († 1547), der in Halsbury, dem ehemaligen Familiensitz in der Pfarre Parkham, geboren wurde, aber die Erbin von Brightley in der Pfarre Chittlehampton, Margaret Coblegh († 1548), Tochter und Alleinerbin von John Coblegh aus Brightley, dessen Brasse man in der Kirche von Chittlehampton sehen kann, heiratete. Margaret Coblegh brachte viele Ländereien mit in die Ehe, z. B. Stowford Snape, Wollacombe Tracy (bei Braunton, wo ihr Sohn Roger Giffard getauft wurde und heiratete), Bremridge (bei South Molton) und Nymet St George, das sie bei ihrem Tod erwarb. An John Giffard († 1622) aus Brightley, den Neffen von Roger Giffard († 1603) aus Tiverton Castle, erinnert ein Bildnis in der Kirche von Chittlehampton erinnert. Die Wappen der Giffards und der Cobleghs aus Brightley kann man auf diesem fein gearbeiteten Monument in Chittlehampton finden und sie erscheinen auch über dem Umgang von Brightley Barton. Ebenfalls erscheinen sie auf dem Grabmal in der Kirche von Tiverton, das an Roger Giffard († 1603) aus Tiverton Castle erinnert. Der Linie der Giffards, die in Halsbury blieb, gehörte das Anwesen laut dem Geschichtswissenschaftler Tristram Risdon aus Devon noch 1630. Halsbury wurde von den Giffards an die Familie Benson und von dort weiter an die Familie Davie aus Orleigh Court in der angrenzenden Pfarre Buckland Brewer verkauft. Um 1800 verkaufte Joseph Davie Bassett die Anwesen von Halsbury und Orleigh an Edward Lee.
Roger Giffard († 1603) aus Tiverton Castle heiratete am 27. Januar 1563 in Braunton Audrie Stucley, die Tochter eines der Baronets Stucley von Affeton Castle und war einer der Treuhänder nach dem Willen von Peter Blundell, dem Gründer der Blundell's School in Tiverton, ebenso wie später sein Sohn George Giffard, der 1617 gewählt wurde, und sein Enkel Roger Giffard, der 1633 gewählt wurde. Er kaufte einen Viertel Anteil der Grundherrschaft von Tiverton, das erst 1615 als Siedlung aufgeführt war, und alle Gebäude, die zu Tiverton Castle gehörten, die eine Zeitlang „Giffard's Court“ genannt wurden. Er ließ den hervorgesetzten Turmumgang im Hof in dem Winkel zwischen der Torhausflucht und der Nordflucht aus dem 17. Jahrhundert bauen, wie man an dem Stein mit der Jahreszahl „1588“ und den Initialen „RG“ (Roger Giffard) sieht. Er erlebte den zerstörerischen Brand von Tiverton, der am 3. April 1598 untertags ausbrach und 33 Todesopfer forderte, 400 Häuser und etliche Kapellen zerstörte und Waren im Wert von £ 150.000 vernichtete. Sein Sohn, George Giffard, der auf seinem Grabmal erwähnt wird, wurde am 27. September 1564 in Braunton getauft, am 11. Oktober 1583 im Alter von 17 Jahren am Exeter College in Oxford immatrikuliert und starb am 16. Juni 1622 im Alter von 58 Jahren. Sein Sohn, den Dunsford Roger Giffard nennt, starb ohne männliche Nachkommen und hinterließ eine Tochter als Alleinerbin, die Roger Burgoyne (oder Burgoin) Esq. heiratete. 1663 wurde Burgoyne zum Treuhänder der gemeinnützigen Organisation Blundells gewählt und nahm die Stelle ein, die vorher die Giffards eingenommen hatten. Er hatte zwei Söhne, Robert Burgoyne und William Burgoyne, die die Burg und ihren Anteil an der Grundherrschaft von Tiverton an Peter West, Esq., verkauften. Dieser machte Tiverton Castle zu seinem Heim und wurde 1707 zum Sheriff of Devon gewählt.

### West

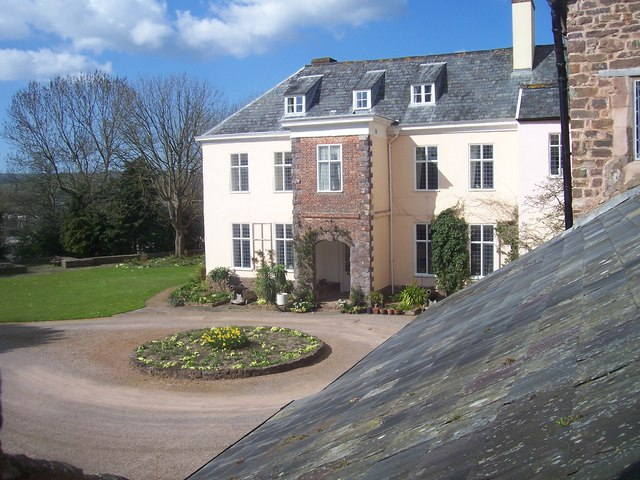
Nördliche Gebäudeflucht aus dem Ende des 17. Jahrhunderts, das Heim der Wests: Blick in den Burghof vom Südostturm aus.

Um 1605 verkaufte Sir Reynell Mohun seinen Anteil an Mr John West († 1630), einen Kaufmann aus Tiverton, dessen Grabmal man in der Pfarrkirche von Tiverton sehen kann. Die Familie West hatte auch den Anteil von der Familie Trelawney gekauft. Es scheint, dass die Wests in der Burg lebten, bis diese nach dem englischen Bürgerkrieg abgerissen wurde. Allerdings wurde ein Teil davon von den Wests als Wohnhaus wieder aufgebaut.

### Carew
Nach dem Tod von John West Esq. 1728 hatte seine Familie Anteile angesammelt, die 6/8 der ursprünglichen Grundherrschaft entsprachen. John West starb ohne männliche Nachkommen und so fiel das Anwesen über eine seiner Töchter und Miterbin, Dorothy West, an deren Gatten, Sir Thomas Carew, 4. Baronet, (ca. 1692–ca. 1746) aus Haccombe. 1822 schrieb Lysons, dass der damalige Besitzer der Burg Sir Henry Carew, 7. Baronet, (1779–1830) gewesen sei. Er hatte die Anteile der Familie an der Grundherrschaft auf 7/8 gebracht; das zusätzliche Achtel hatte Dorothy, Lady Carew, von Reverend Spurway gekauft, dessen Familie es für beträchtliche Zeit besessen hatte. Die Carews verpachteten das Anwesen anscheinend an den Pächter des angrenzenden Barton-Anwesens, aber dann nahmen sie es wieder zurück und richteten es als Wohnung für Lady Carew, die Mutter von Sir Henry Carew, her. 1822 war es laut Lysons ihr Zuhause. Das verbleibende Achtel der Grundherrschaft gehörte 1822 Reverend Dr. Short, Archidiakon von Cornwall, der es von Edward Colman, Esq., Serjeant of Arms des House of Lords, gekauft hatte. Dessen Familie lebte in der Nähe in Gornhay und hatte den Anteil für mehr als 200 Jahre besessen.